# Гленора (Онтаріо)
Гленора (англ. Glenora) — громада в канадській провінції Онтаріо, на південному березі затоки Квінті. Затока Квінті — довга вузька затока на північному березі озера Онтаріо.
Гленора — сільська місцевість, розташована безпосередньо на схід від Піктона, Онтаріо, в муніципалітеті округу Принца Едварда. У Гленорі Бульвар Лоялістів (шосе Онтаріо 33) переходить через поромну переправу Гленора до Адольфустауна.
Найпершою поромною переправою в цій точці (спочатку вона називалася Stone Mills) користувались переважно для місцевих перевезень з Адольфустауна і Бата до млинів. У 1802 році Аса Денфорт-молодший продовжив новопрокладену Данфорт-роуд (1801) від Скарборо до річки Трент, яка закінчувалася біля затоки Квінті. Оскільки колоніальні дороги тієї епохи були примітивними, заболоченими та погано доглянутими ґрунтовими шляхами, які просто були розчищені від лісу та часто були непрохідними в негоду, переправа у цьому місці діяла спорадично до 1880 року, коли судна спочатку приводилися в рух веслярами, а пізніше — кіньми. Значну частину перевезень через затоку Квінті становили місцеві вантажі, такі як зерно до млинів і крупи та мука назад та сільськогосподарська продукція. Надійне регулярне поштове сполучення з'явилося лише після того, як Йорк-роуд 1817 року став головною поштовою дорогою з Торонто в Кінґстон через Напані, минаючи цей район.
Сучасна поромна переправа в цій точці — це безкоштовний автомобільний пором, яким керує Міністерство транспорту Онтаріо, що курсує з регулярними 30-хвилинними інтервалами цілий рік (і частіше в час пік влітку). Переїзд (в один бік) займає п'ятнадцять хвилин.
У Гленорі розміщена Рибна станція Гленора (Міністерства природних ресурсів Онтаріо, підрозділу управління озером Онтаріо), — науково-дослідний центр, розташований в затоці Квінті поблизу поромних доків. Станція контролює плани управління рибальством у затоці Квінті і плани управління рибальством для всього озера Онтаріо.
Гленора і Адольфустаун залишаються сильно залежними від сільського господарства та туризму; відвідувачів запрошують збирати полуниці (сезон на початку липня), а також яблука в різних комерційних садах по обидва боки затоки Квінті.

## Озеро
У Гленорі є невелике озеро Лейк-он-де-Маунтін, рівень якого на 60 м вищий від рівня озера Онтаріо. Це озеро має небагато видимих допливів, але вода в ньому весь час свіжа і прозора, тобто воно, ймовірно, живиться з підводних джерел. Озеро позиціонується як одна з туристичних атракцій місцевості. Озеро є заповідною територією зі статусом провінційного парку.